# Janie Thacker
Pour les articles homonymes, voir Thacker.
Janie Thacker, née le 20 juillet 1977, est une joueuse professionnelle de squash représentant l'Angleterre. Elle atteint en janvier 2002 la 18e place mondiale sur le circuit international, son meilleur classement. Elle est championne d'Europe junior en 1996.

## Biographie
Elle remporte en 1998 le tournoi Milo Open, première apparition en finale d'un tournoi PSA de la superstar malaisienne Nicol David qui sera ensuite huit fois championne du monde.

## Palmarès

### Titres
- Milo Open : 1998
- Championnats d'Europe junior : 1996